# Rhabdopterus
Rhabdopterus is een geslacht van kevers uit de familie bladkevers (Chrysomelidae).
De wetenschappelijke naam van het geslacht werd in 1885 gepubliceerd door Lefevre.

## Soorten
- Rhabdopterus bricenoi Bechyne, 1997
- Rhabdopterus montalbanus Bechyne, 1997
- Rhabdopterus victorianus Bechyne, 1997